# Санџачка демократска партија
Санџачка демократска партија (бошњ. Sandžačka demokratska partija) је политичка странка у Србији која претежно окупља Бошњаке из Санџака. Настала је 1996. издвајањем из Странке демократске акције Санџака, а вођа јој је Самир Лекић.
Санџачка демократска партија је на парламентарним изборима у Србији 2007 освојила 3 мандата на заједничкој листи са Демократском странком.
На изборима 2008. Санџачка демократска партија је наступила на заједничкој листи с Демократском странком, Г17 Плус, Лигом социјалдемократа Војводине и Српским покретом обнове и освојила 4 мандата.
На локалним изборима 2009. године у Земуну и Вождовцу Санџачка демократска партија је први пут наступила као предводник савеза мањинских странака „Листа за толеранцију“ и освојила три одборничка места на две општине.